# Jef Lowagie
Joseph "Jef" Lowagie (1 de novembro de 1903 — 18 de dezembro de 1985) foi um ciclista belga. Competiu nos Jogos Olímpicos de Verão de 1936 em Berlim, conquistando a medalha de bronze no contrarrelógio por equipes.